# Symbio (entreprise)
Pour les articles homonymes, voir Symbio (homonymie).
Symbio est une entreprise française active dans le domaine des systèmes hydrogène pour véhicules, coentreprise entre Faurecia, Michelin et Stellantis. Elle a été fondée en 2010 à Fontaine (Isère), mais depuis décembre 2020 son siège est à Vénissieux (Rhône), où se trouve le centre le plus important, jusqu'à la réalisation d'une nouvelle implantation sur la commune voisine de Saint-Fons.

## Historique
Entreprise fondée en 2010 par Fabio Ferrari à Fontaine (Isère) commune de la proche banlieue grenobloise, sous le nom de Symbio FCell, pour mettre en œuvre le concept consistant à adapter des systèmes d'alimentation électrique par pile à combustible à hydrogène sur des véhicules électriques standards afin de minimiser les coûts, . Sa raison sociale devient "Symbio" en 2018.
En 2014, Michelin prend une participation minoritaire mais significative au capital de la société, avant d'en acquérir l'intégralité en 2019.
Puis en novembre 2019, Michelin vend la moitié de ses parts à l'équipementier automobile Faurecia. Un communiqué de presse informe alors que « Michelin [...] et Faurecia [...] officialisent la création de “Symbio, a Faurecia Michelin hydrogen company”, une coentreprise regroupant l’ensemble de leurs activités dédiées à la pile à hydrogène », et envisagent d'importants investissements pour en faire une véritable entité industrielle de la branche “mobilité propre”,.
Une nouvelle gouvernance est installée à la rentrée 2020. Fabio Ferrari intègre alors le groupe Michelin.
En décembre 2022, le groupe Stellantis annonce dans un communiqué de presse qu'il envisage de prendre une participation au capital de Symbio. Une entrée au capital à hauteur de 33,33% est confirmée le 16 mai 2023. Stellantis souhaite en effet produire 5 000 à 10 000 fourgons à hydrogène dès 2024,.
Le 5 décembre 2023, Symbio, coentreprise de Stellantis, Michelin et Forvia, inaugure son usine SymphonHy à Saint-Fons (Rhône), dont la capacité devrait atteindre 50 000 systèmes de piles à hydrogène destinés au marché des utilitaires, puis à celui des poids lourds à partir de 2027.

## Production: aspects technologique et économique
Le système développé s'appuie sur plus de dix brevets français et européens.
Couplée à une batterie électrique, la pile à hydrogène double son autonomie, mais elle peut aussi fournir la totalité de l'énergie nécessaire. Le plus souvent, on lui adjoint une batterie tampon,.
Par rapport au système classique à source d'énergie par batterie d'accumulateurs, le système à pile à combustible et batterie tampon présente le double avantage, à poids embarqué égal, d'une autonomie kilométrique supérieure, et d'un temps de recharge réduit (quelques minutes pour le transfert d'hydrogène vers le réservoir haute pression, contre quelques heures pour la recharge électrique des batteries). Le système classique comprend généralement un poids et un volume importants de batteries, pour disposer d'une autonomie acceptable. Sur une base d'égale autonomie, le système à pile à combustible l'emporte nettement quant au poids.
Cependant, exception faite de l'aspect économique lié au coût de fabrication, qui dans les deux cas dépend de l'effet de série, le système à pile à combustible a l'inconvénient de nécessiter le développement d'un réseau de stations-services plus coûteux. La technologie et la logistique d'un tel réseau ayant été mises au point en liaison notamment avec le CEA (LITEN), Air liquide, la région Auvergne-Rhône-Alpes et la région Normandie, il s'agit, à partir de 2020, d'en optimiser les coûts,,.
Sous l'aspect environnemental il faut intégrer dans la comparaison le fait que l'hydrogène et l'énergie électrique sont surtout des vecteurs d'énergie, et donc prendre en compte les sources primaires, ainsi que l'impact des technologies et des approvisionnements utilisés.

## Développement industriel
L’entreprise revendique une expertise certaine : les véhicules qu’elle a équipés ont déjà parcouru en 2020 plus de trois millions de kilomètres.
Elle a participé au salon "Fuel-Cell Expo" qui s'est tenu au Japon à  la fin du mois de février 2020.
Alors que Symbio est déjà impliquée dans un grand nombre de projets ("Zero emission valley", "Hyway", "STEP", etc), en septembre 2020 Fabio Ferrari, représentant des entreprises du secteur, salue, dans une tribune du Monde, le plan de soutien gouvernemental à l’énergie hydrogène.
Symbio affirme avoir pour objectif la production annuelle de 200 000 "stackpacks" (systèmes hydrogène pré-validés et pré-intégrés),.
Pour ce faire, une nouvelle implantation industrielle est prévue en région lyonnaise, et à terme deux autres sites sont programmés pour servir l'Asie et les États-Unis,,,.
Début 2021, tandis que Renault annonce la conclusion d'un partenariat avec l'américain Plug Power, Symbio, au travers de son actionnaire Faurecia, est représentée au sein du nouveau « Conseil national de l'hydrogène », et Michelin confirme compter, entre autres, sur la technologie hydrogène pour assurer sa diversification.
En avril 2022, la Commission californienne de l’énergie (CEC) charge Symbio et ses actionnaires Michelin et Forvia (Faurecia) de présenter d'ici à fin 2023 un poids lourd alimenté par une pile à combustible qui servira de démonstrateur pendant douze mois sur un itinéraire de 650 kilomètres tout en offrant des caractéristiques identiques à celles d'un équivalent thermique, pour un usage intensif. Il utilisera les infrastructures d'hydrogène fournies notamment par Air liquide, Shell et Trillium. La CEC soutient ce plan à hauteur de deux millions d'USD.